# Puente de la Unidad 1
El Puente de la Unidad 1 o simplemente el Puente de la Unidad (en portugués:  Ponte da Unidade; en suajili: Daraja la Umoja; en inglés: Unity Bridge) es una estructura que cruza el río Ruvuma en Negomano, Mozambique, entre Tanzania y Mozambique y que se propuso inicialmente en 1975, poco después de la independencia de Mozambique. Fue la idea de 2 de los expresidentes de estos países, Mwalimu Nyerere y Samora Machel. Varios estudios de diseño y obras de construcción limitada se completaron a principios de 1980, pero el Puente de la Unidad no se terminó por falta de fondos sino muchos años después. Los primeros cimientos se colocaron tanto en Tanzania como en Mozambique el 10 de octubre de 2005, la inauguración se produjo finalmente en el 2010.